# Silent Treatment (album Pati Yang)
Silent Treatment – druga płyta polskiej piosenkarki Pati Yang, wydana w roku 2005. Płyta została nagrana w Wielkiej Brytanii, w londyńskim studiu Air Studio. Tytuł płyty oznacza Ciche dni lub Leczenie ciszą. Płyta Silent Treatment uzyskała nominację do nagrody polskiego przemysłu fonograficznego Fryderyka 2005 w kategorii: album roku pop.

## Lista utworów
1. „Soul for Me” – 4:01
2. „Reverse the Day” – 4:06
3. „All That Is Thirst” – 3:45
4. „Unquiet” – 3:31
5. „Pretty Fin (Keith Tenniswood Mix)” – 3:29
6. „19:53 Northwest” – 4:10
7. „Giant Cat Woman” – 4:00
8. „Switch Off the Sun” – 3:29
9. „1986” – 4:51
10. „Air Stands Still” – 5:10
11. „Easy Flow” – 4:39

## Pozycje na listach
| Lista | Kraj   | Pozycja |
| ----- | ------ | ------- |
| OLiS  | Polska | 14      |